# Crkva sv. Maksima u Jesenicama
Crkva sv. Maksima u mjestu Jesenicama, općina Dugi Rat, zaštićeno kulturno dobro.

## Opis dobra
Crkva sv. Maksima izgrađena na visokom grebenu Mošnice iznad sela Kruga spominje se već 1080. g. te se smatra jednom od najstarijih crkvica Poljica. Pravilno orijentirana jednobrodna crkva s polukružnom apsidom zidana je lomljenim kamenom i pokrivena dvostrešnim krovom od kamenih ploča te ima zidani zvonik na preslicu. Sjeverni joj je zid temeljen na podzidu od velikih kamenih blokova, a južni na stijeni. Brod je presveden bačvastim svodom, a apsida polukupolom. Bočni zidovi raščlanjeni su nišama, ožbukani i ukrašeni pučkim geometrijskim i florealnim motivima crvene boje te posvetnim križevima. U crkvi je ploča s pleternim ornamentom te stupić s ranokršćanskim križem. Obnovljena je 2006. g.

## Zaštita
Pod oznakom Z-6283 zavedena je kao nepokretno kulturno dobro - pojedinačno, pravna statusa zaštićena kulturnog dobra, klasificirano kao "sakralna graditeljska baština".